# 賽博朋克衍生體裁
賽博朋克衍生體裁（cyberpunk derivatives）是指由賽博朋克衍生出來的科幻體裁，通常每種朋克體裁都集中於某一個類型的科技，例如賽博朋克集中於資訊科技，蒸氣朋克集中於與蒸氣機相關的19世紀末科技，而柴油朋克集中於與柴油引擎相關的二十世紀初科技等等。

## 复古未来主义衍生品
随着越来越多的作家开始使用赛博朋克概念，科幻小说的新子流派出现了，打上了赛博朋克的标签，并以不同的方式关注技术及其社会影响。赛博朋克的许多衍生品都是复古未来主义的：它们要么通过对历史时代（尤其是第一次工业革命和第二次工业革命的技术时代）的未来主义愿景，要么通过对这些时代实际技术的更新的推断或夸大的描述来重新想象过去。

### 蒸汽朋克
蒸汽朋克（英語：Steampunk）是一种受蒸汽时代影响的复古未来主义流派，背景从摄政晚期（1795-1837 年；工业革命开始时）到维多利亚时代（1837-1901 年）和美好年代（1871-1914 年）為主題。
蒸汽朋克这个词是在1987年发明的，作为对蒂姆·鲍尔斯(Timothy Thomas Powers )、詹姆斯·P·布莱洛克 (James P. Blaylock )和K·W·杰特 (KW Jeter )的一些小说的诙谐参考。当吉布森和斯特林在1990年的合作小说 《差分机》中进入这个子类型时，这个词也被认真使用。阿兰·摩尔和凯文奥尼尔亍1999年的《非凡绅士联盟》历史奇幻漫画系列（以及随后的2003年电影改编版）普及了蒸汽朋克流派，并帮助将其推向了主流小说。
蒸汽朋克亚文化最直接的形式是围绕这一流派的粉丝社区。其他人则超越了这一点，试图通过时尚、家居装饰甚至音乐来采用“蒸汽朋克”美学。这种运动也可以（也许更准确地）描述为“新维多利亚主义”，它是维多利亚时代美学原则与现代感性和技术的融合。这种特征在蒸汽朋克时尚中尤为明显，蒸汽朋克时尚倾向于将维多利亚时代过滤的朋克、哥特和铆钉风格综合起来。然而，作为一种对象风格，蒸汽朋克具有更鲜明的特征，各种工匠将现代设备改装成伪维多利亚时代的机械“蒸汽朋克 ”这种重新设计的目标是采用适当的材料（如抛光黄铜、铁和木材），其设计元素和工艺与维多利亚时代一致。 

### 原子朋克

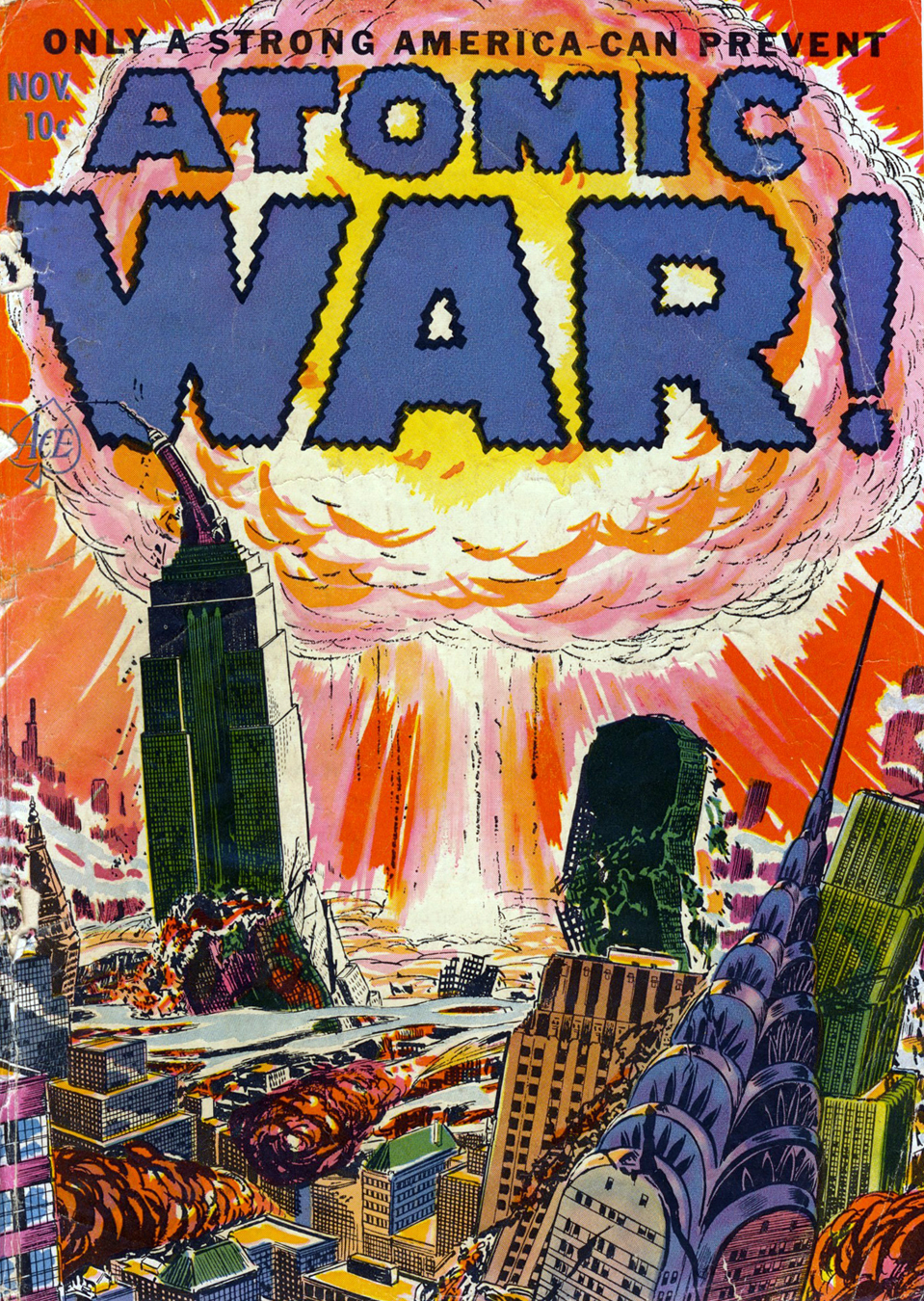
1952年11月的漫畫，核戰封面

原子朋克（英語：Atompunk）是一种受核子時代影响的复古未来主义流派，主要流行於美國，結合冷戰時期的核技術和80年代的復古風格，以原子科技發達的未來作為創作舞台，在早期的美式卡通或漫畫中可以見到。